# Gianni Maroccolo
Gianni Maroccolo (Manciano, 9 maggio 1960) è un bassista e produttore discografico italiano.
Nella sua carriera quarantennale, prevalentemente nel ruolo di bassista, ha suonato e collaborato con svariati artisti del panorama italiano ed internazionale, come produttore artistico e scopritore di talenti.

## Biografia
Le origini e gli anni settanta
Nasce nel 1960 a Manciano, in provincia di Grosseto, da madre di origine casentinese, e da padre veneto. Ancora bambino approda in Sardegna al seguito della famiglia che vi si trasferisce per motivi di lavoro, inizialmente a Jerzu, un piccolo paese in Ogliastra e successivamente a Sinnai, cittadina non lontana da Cagliari, dove trascorrerà la sua prima adolescenza.
Ed è proprio l’isola perennemente battuta dal vento di maestrale, con il suo mare e con la sua gente, ad esercitare particolare influenza sul suo personale cammino umano ed artistico.
Il primo contatto con la musica avviene in giovanissima età grazie alla curiosità manifestata verso ogni oggetto o dispositivo capace di emettere suoni, talvolta un mangiacassette Stereo 8, altre volte un giradischi oppure una vecchia radio o ancora, la prima TV, sinché non gli capita di imbracciare una chitarra acustica.
Al doposcuola delle scuole medie Maroccolo frequenta un corso di musica, sperimentando con passione tutti gli strumenti a disposizione, e dopo essersi iscritto all’Istituto Nautico, grazie a qualche lavoretto sporadico, ancora a Jerzu, riesce ad acquistare il primo basso elettrico: un Saint-Luois di colore rosso vinaccia che per la sua sagoma ricorda il più famoso “diavoletto” della Gibson Guitar Corporation. Sprovvisto di un amplificatore, Maroccolo si ingegna a proprio modo, sino ad arrivare a collegare il suo basso ad una vecchia radio modificata per amplificarne il suono. Anni dopo quello stesso strumento passerà di mano e verrà regalato a Piero Pelù.
Maroccolo si immerge completamente nella musica di David Bowie, The Who, Led Zeppelin e Pink Floyd, colonna sonora di quel periodo, ma la musica suonata dovrà ancora attendere perché, dopo aver ottenuto il brevetto di salvataggio e la patente nautica, la famiglia Maroccolo dovrà nuovamente trasferirsi, stavolta con destinazione Firenze.
Maroccolo si iscrive alla scuola alberghiera e nel frattempo conosce e frequenta nuovi amici che con lui condividono la medesima viscerale passione per la musica, tra questi appare un batterista energico e adrenalinico, Francesco Calamai, e assieme, uno studente di architettura, chitarrista particolarmente dotato: Sandro Dotta, una conoscenza che lo stesso Maroccolo definisce sostanziale:
(Gianni Maroccolo, Vdb23 / Storie di un suonatore indipendente, Arcana, 2013)
Trovare una sala che potesse accogliere le prove di un gruppo di esordienti è un passo breve. Dopo un periodo di rodaggio trascorso a suonare brani classici, a loro si unisce Antonio Aiazzi all’organo, col quale si può dire nasca il suo primo gruppo ufficiale: i “Destroyers”. Ma trovare luoghi dove esibirsi dal vivo non è né scontato né facile. Dopo alcuni rimaneggiamenti interni della formazione, si aggiungeranno due ballerine, portando la band a mutare il proprio nome in ” Queenies & The Suffragettes”.

### Gli anni ottanta

Gianni Maroccolo (a destra) ai tempi dei Litfiba.

A Firenze Maroccolo studia contrabbasso, musica elettronica e fonologia al Conservatorio Luigi Cherubini di Firenze, nonché percussioni con il M° Vittorio Ferrari. Si avvicina anche allo studio dell'armonia e della composizione, da autodidatta.
Maroccolo capta rapidamente i segnali che una città come la Firenze dei primi anni ottanta sa offrire, a sua volta recependo le influenze artistiche provenienti da oltremanica, e si guarda attorno perché oltre alle esigenze individuali lievita anche la voglia di suonare. Si imbatte in un'inserzione di tale Federico che cerca un bassista per formare una band, e gli telefona. Si tratta di Federico Renzulli, soprannominato "Ghigo", un chitarrista appena fuoriuscito dai Cafè Caracas dove sino a poco prima aveva suonato assieme a Raffaele Raf Riefoli. Nascono così i Litfiba, che oltre a Maroccolo e Ghigo Renzulli, vedono Antonio Aiazzi alle tastiere e Piero Pelù alla voce. Alla batteria si alternano dapprima Francesco Calamai, poi Renzo Franchi ed infine Luca De Benedittis, noto con il soprannome di Ringo De Palma, scomparso prematuramente il 1 Giugno del 1990. Il gruppo ha le idee ben chiare su cosa vuole fare ed è in occasione della data del 6 Dicembre 1980, sul palco della Rokkoteca Brighton di Settignano (FI), dal vivo con i Litfiba, che si può dire abbia inizio la carriera di musicista di Maroccolo.
Maroccolo partecipa attivamente alla composizione delle musiche assieme agli altri componenti della band e cura gli arrangiamenti dei brani. Nel 1983, con i Litfiba registra il primo singolo Luna/La preda, cui seguiranno due EP Yassassin (liberamente tratto da un brano di David Bowie) e Transea, che sono intercalati tra le uscite degli album ufficiali Desaparecido, 17 Re e 3, (meglio conosciuto come Litfiba 3) ai quali si aggiungono due dischi dal vivo: 12-5-87 (aprite i vostri occhi) e Pirata.
Maroccolo non si limita al ruolo di bassista e co-arrangiatore dei brani della band fiorentina, che di lì a breve sfocerà nell’innata attitudine alla produzione artistica, ma si interessa attivamente anche della parte gestionale del gruppo. Così scrive di lui il giornalista musicale Federico Guglielmi:
(Federico Guglielmi, Ristampa in vinile di "A.C.A.U. La nostra meraviglia", note di copertina, Contempo Records, 2016)
La passione per la musica si estende anche al servizio delle immagini, infatti sempre con i Litfiba, nel 1983 viene pubblicata una colonna sonora destinata al teatro: Eneide di Krypton e poco dopo fonda i Beau Geste, una formazione parallela interamente dedita alla realizzazione di colonne sonore, assieme ad Antonio Aiazzi e Francesco Magnelli, quest’ultimo conosciuto negli ambienti dell’etichetta discografica fiorentina I.R.A. Records di Alberto Pirelli in qualità di arrangiatore e collaboratore. Ed è proprio con i Beau Geste che negli anni a seguire verranno pubblicati gli album Per il teatro (1990), Chakà (1991), assieme agli Africa X, e Il tetto del mondo (1997), sino al 2014, quando l'Eneide di Krypton, viene nuovamente portata in scena con il titolo Un nuovo canto.
Altra caratteristica rilevante di Maroccolo è quella di saper aggregare tra loro musicisti di estrazione diversa: ciò accadrà spesso nei progetti che si susseguiranno nel tempo.
Maroccolo non si limita più al ruolo di bassista, compositore ed arrangiatore: la sua concezione di “fare musica” è più profonda e diventa presto causa frequente di attrito con Alberto Pirelli, il quale, oltre ad essere il manager di I.R.A. Records, usava anche firmare la produzione artistica dei dischi dei Litfiba. Il confronto tra i due si fa sempre più serrato e Pirelli, pur di tenerlo a bada, nel corso del 1988 gli affida la produzione artistica di Rane ‘n Roll dei cagliaritani Joe Perrino & The Mellowtones e Twice Told Tales del poliedrico autore greco Georges Carantonis: produzioni artistiche che saranno gestite nei rari ritagli di tempo concessi dall’intenso impegno richiesto dai Litfiba. Nonostante tutto il risultato è ben sopra le attese, ma non basta. Nel frattempo i Litfiba viaggiano a gonfie vele ovunque, in Italia e in alcuni paesi europei, soprattutto in Francia, che la band girerà in lungo e in largo con veri e propri tour. Nel frattempo, vengono stampati e distribuiti i primi tre album, Desaparecido, 17 Re e 3 in una versione speciale dedicata al mercato francese. L'entusiasmo che circonda la band fiorentina risveglia l’interesse e la curiosità di management e case discografiche blasonate.
Pirelli voleva mantenere stretta a sé e per intero la gestione della band: questo provoca lo strappo definitivo con Maroccolo che ormai reputa incolmabili le distanze tra sé e il manager della I.R.A. sulla gestione del progetto Litfiba. Vedendo ormai sfumata un’occasione probabilmente unica ed irripetibile per affermarsi all'estero, con non poca sofferenza, nel 1989 Maroccolo decide di abbandonare la band proprio quando i Litfiba, in procinto di pubblicare l'album Pirata, cominciano a raccogliere i cospicui frutti del lavoro seminato in precedenza.
Un altro motivo alla base della sofferta scelta fu l'intenzione di Pirelli, fresco di contratto con una multinazionale discografica, di pubblicare un disco come Pirata, registrato dal vivo ma pesantemente rimaneggiato in studio con sovraincisioni ed editing. L'album venne anticipato dal singolo e relativo videoclip di Cangaceiro.

### Gli anni novanta
Più autonomo nelle scelte che lo riguardano e sempre più consapevole della direzione da intraprendere, lasciata ormai dietro le spalle la significativa esperienza con i Litfiba, Maroccolo affronta una nuova fase della sua vita, non solo artistica. Avendo nel tempo maturato una forte credibilità nell'ambiente musicale e assieme, una cospicua dote di contatti e di fedeli amicizie, mentre Antonio Aiazzi decide di rimanere con i Litfiba, con Francesco Magnelli e Giorgio Canali, che sino ad allora “disegnava il colore dei suoni” dietro al mixer negli ultimi tour con i Litfiba, costituisce un vero e proprio sodalizio. Assieme, i tre collaborano per anni e su differenti produzioni artistiche. Da qua in poi verrà gettata la base toscana di quella che molto presto sarebbe diventata una delle più significative entità musicali degli anni novanta italiani: il Consorzio Suonatori Indipendenti.
Le etichette discografiche più importanti, come Virgin, CGD e Polydor, che sino a quel momento avevano osservato con distacco il fenomeno musicale cosiddetto “indipendente”, vi si buttano a capofitto, trovandosi a contendersi i gruppi emergenti dal profondo delle cantine, investendo budget cospicui e dando l'avvio ad un vero e proprio movimento.
In occasione di un precedente tour congiunto in Unione Sovietica, che aveva visto la partecipazione di Litfiba, Mista & Missis, Rats e CCCP - Fedeli alla linea, Maroccolo ebbe modo di approfondire la conoscenza con Massimo Zamboni e Giovanni Lindo Ferretti, contatto che si rivelerà utilissimo in quanto i CCCP - Fedeli alla Linea dovevano ancora licenziare un album per onorare il contratto discografico con la multinazionale Virgin. Per la produzione di questo ultimo capitolo dei CCCP - Fedeli alla Linea, viene ingaggiato Maroccolo, e da questa esperienza non solo maturerà Epica Etica Etnica Pathos, album che può essere ritenuto un punto fermo nella discografia italiana, ma fu posata anche la più importante pietra miliare di un percorso che pochi anni dopo, congiungendo la compagine emiliana di Giovanni Lindo Ferretti e Massimo Zamboni con quella fiorentina di Maroccolo e Francesco Magnelli, assieme a Giorgio Canali, avrebbe portato alla nascita della factory del Consorzio Produttori Indipendenti. Durante le registrazioni del disco, avvenute presso Villa Pirondini, un’imponente casa colonica nel paesino di Rio Saliceto (RE), attrezzata per l’occasione a studio di registrazione e foresteria, circolava indisturbato il fotografo Luigi Ghirri che immortalà le varie fasi della convivenza del gruppo. Quelle fotografie compongono l’intera grafica dell’album.
Le quotazioni di Maroccolo come produttore artistico prendono sempre più corpo, e stavolta l'ingaggio arriva dalla band bresciana Timoria per i quali firma la produzione artistica di ben due dischi: Colori che esplodono (1990) e Ritmo e dolore (1991), anche stavolta con il coinvolgimento di Francesco Magnelli e Giorgio Canali.
A tal proposito, Enrico Ghedi, tastierista dei Timoria afferma:
(Enrico Ghedi, Frammenti Rock, Pippo Piarulli, Arcana Editrice, 1996)
Si susseguono altre importanti produzioni artistiche e, dopo i Timoria che ormai ottengono sempre più riscontri positivi dalla critica musicale e di pubblico, nella primavera del 1991 Maroccolo incontra i fiorentini Vidia, dei quali produce un disco intriso di folk oscuro e di sonorità gitane Solo un folle può sfidare le sue molle (CGD, 1991). La band poco dopo mutò la propria ragione sociale in Bandabardò, coinvolgendo nuovamente Maroccolo nella produzione artistica di Mojito Football Club (Ricordi, 1999).
I reduci di Villa Pirondini non nascondono il rimpianto per non aver mai suonato dal vivo Epica Etica Etnica Pathos sino a che, su invito del Centro per l'arte contemporanea Luigi Pecci di Prato, il 18 settembre 1992 parte di quei brani vengono finalmente eseguiti dal vivo e introdotti da Giovanni Lindo Ferretti come la fine dei CCCP - Fedeli alla linea e la transizione verso il Consorzio Suonatori Indipendenti. Il gruppo per quell’occasione condivide il palco con gli Üstmamò e i Disciplinatha.
Così recita la didascalia ad una foto nel primo numero de Il Maciste: “”(da Il Maciste, n. 1 del Dicembre 1994, Foglio d’informazione del Consorzio Produttori Indipendenti)
(da Il Maciste, n. 1 del dicembre 1994, Foglio d'informazione del Consorzio Produttori Indipendenti)
Il 10 settembre 2017, al Teatro Politeama di Prato si è celebrato il venticinquesimo anniversario da quella fatidica esibizione con un concerto ricco di ospiti come Peppe Voltarelli, Max Collini, Francesco Di Bella e Angela Baraldi.
Nell'autunno del 1992, in qualità di giurato della rassegna musicale per gruppi emergenti Rock Targato Italia, Maroccolo fa la conoscenza dei Marlene Kuntz, entrambi ancora inconsapevoli del potenziale che la band di Fossano (CN) avrebbe espresso nei successivi trent’anni. La carriera dei Marlene Kuntz è stata contrassegnata da una profonda amicizia e da stima reciproca verso Maroccolo. Per quell’occasione, Maroccolo produce loro il brano in studio La canzone di domani pubblicata in un'audiocassetta promozionale allegata alla rivista Tutto Musica e Spettacolo.
Nel gennaio 1992, Maroccolo collabora alla produzione artistica del primo disco solista di Andrea Chimenti appena fuoriuscito dai Moda, coinvolgendo gran parte dei musicisti incontrati negli anni precedenti nella realizzazione dell'album intitolato La Maschera del Corvo Nero e altre Storie (CGD, 1992).
Seguirà la medesima collaborazione con la band torinese degli Statuto, producendo l'album Zighidà che contiene diversi singoli significativi del repertorio della band torinese, come Piera e Abbiamo vinto il Festival di Sanremo, quest’ultima entrata nella classifica dei singoli più venduti nel periodo.
L’attività di produttore artistico prosegue senza sosta e Maroccolo inanella una serie di collaborazioni producendo l'album Il rumore delle idee dei Settore Out (Black Out / Phonogram, 1993), Panorama dei Joecool (Polydor, 1993), La diserzione degli animali del circo degli Yo Yo Mundi (1994) che di fatto inaugura le attività dell’etichetta discografica C.P.I. (Consorzio Produttori Indipendenti), e ancora Il ritorno dei desideri dei Diaframma (Contempo Records / Polygram, 1994), Toccato dal fuoco degli Anhima (Crime Squad, 1995), Punto di domanda dei Joecool (Sonica / Polydor, 1995) e ancora un album degli Yo Yo Mundi, stavolta registrato dal vivo, Bande rumorose (C.P.I. / Polygram, 1995). La passione per la musica al servizio delle immagini si consolida ulteriormente con una nuova colonna sonora composta e realizzata assieme a Francesco Magnelli e Filippo D’Este per il film Escoriandoli (regia di Antonio Rezza e Flavia Mastrella, 1996) cui seguirà il primo disco omonimo dei Luciferme (1996), e Aghàr Piàr Milegha dei Mira Spinosa (C.P.I. / Mercury Polygram, 1997).
L'apprezzamento e il coinvolgimento di Maroccolo per i Marlene Kuntz è totale, e il passo per condurli in casa C.P.I. è breve. La band di Cristiano Godano (chitarra e voce), Riccardo Tesio (chitarra) e Luca Bergia (batteria), con Luca Viano al basso, esordiscono proprio per l'etichetta tosco-emiliana nel 1994, con l'album Catartica, rafforzandone l’intesa e la collaborazione con il successivo Il vile (1996), stavolta affidato alla produzione artistica di Marco L. Lega. Nel Consorzio Produttori Indipendenti confluiscono due diverse anime che però, almeno inizialmente, ragionano all’unisono: l'anima emiliana de I Dischi del Mulo con la regia di Giovanni Lindo Ferretti e di Massimo Zamboni e quella toscana di Sonica che trova base a Firenze e che nel suo logo riprende il profilo del Sommo Poeta.
Sonica, società partecipata da Maroccolo nel ruolo di direttore artistico, di Marzio Benelli (proprietario dello Studio Emme), Gianni Cicchi (primo batterista dei Diaframma e amministratore della società) e di Giovanni Gasparini (tecnico del suono), nelle intenzioni dei soci non vuole rimanere solamente un’etichetta. I quattro soci definiscono chiaramente i compiti e si spartiscono le responsabilità, conferendo all’iniziativa una vera e propria impostazione manageriale, seppur mantenendo una connotazione familiare. Sonica diventa presto una “factory”, potendo disporre di uno studio di registrazione (mutando lo Studio Emme di Calenzano in Sonica Factory).
Sotto l’etichetta Sonica Factory confluiranno svariati artisti come Marco Parente, Andrea Chimenti e tra le innumerevoli produzioni firmate da Sonica Factory ci sarà 'Mi sono acceso' di Gionata, 'Ego:Echo' dei francesi Ulan Bator (Sonica / Virgin Music Italy, 2000) e Che cosa vedi dei Marlene Kuntz (Sonica / Virgin Music Italy, 2000).
Nel frattempo, l’entità del Consorzio Suonatori Indipendenti prende sempre più forma e sostanza. L’incedere minimale, a tratti solenne delle note emesse dagli strumenti dei C.S.I., per stessa definizione di Giovanni Lindo Ferretti, come le chitarre armoniose di Massimo Zamboni, quelle disturbate di Giorgio Canali e i magnellophoni di Francesco Magnelli, assieme al basso pulsante di Maroccolo, strumento musicale ormai battezzato "Attilio", inizialmente accompagnati dalla batteria di Pino Gulli e dalle percussioni di Alessandro Gerbi e dalle voci e cori di una quasi esordiente Ginevra Di Marco, trovano il giusto incastro con i testi e la flemma di Ferretti. Vengono pubblicati in sequenza tre album, due dei quali fondamentali per la discografia italiana di ogni tempo: Ko de mondo (gennaio 1994) e Linea gotica (1996), intercalati dall’album dal vivo In quiete (ottobre 1994) con il quale i C.S.I. ripropongono in chiave semi acustica anche parte del repertorio dei CCCP - Fedeli alla linea.
Nonostante le condizioni di salute di Giovanni Lindo Ferretti non siano buone, i C.S.I. riescono comunque ad avviare e completare il tour di In quiete con sempre più crescenti riscontri di pubblico e apprezzamenti della stampa specializzata.
Maroccolo, sempre più immerso nelle attività del Consorzio Produttori Indipendenti, ritiene importante mantenere un contatto più stretto con i propri estimatori e sostenitori. Essendo da tempo immemore affascinato dal film Cabiria (1914) e dal suo protagonista, contatta Andrea Tinti, giornalista musicale e attento osservatore del fenomeno musicale indipendente, che ricorda:
(Andrea Tinti)
Il primo numero de Il Maciste, con Giovanni Lindo Ferretti in copertina, viene pubblicato nel dicembre del 1994 e distribuito gratuitamente per posta agli abbonati, come tutti i numeri seguenti, sino al gennaio del 1999, stavolta con i Marlene Kuntz in copertina, parallelamente cogliendo l’opportunità offerta dalla rete (internet) che ancora ne conserva traccia. Il bollettino, con uscita trimestrale, conterrà news in pillole, interviste, reportage di tutti i gruppi e le entità gravitanti attorno al mondo del Consorzio Produttori Indipendenti, spesso curate dallo stesso Maroccolo.
In circa quattro anni, per un totale di venti uscite comprese tra l’autunno del 1996 e i primi mesi del 1999, la collana garantisce visibilità ad album che non avevano ottenuto la giusta visibilità, come la ristampe dei dischi dei Beau Geste, de La maschera del corvo nero ed altre storie di Andrea Chimenti, oppure l’esordio discografico di Marco Parente con Eppur si muove, Sortie dei Divine ed Ulan Bator. Gli album vengono pubblicati come Taccuini (collana di musica aliena), una serie di edizioni curate da Maroccolo e Andrea Chiesi.
Svariati i progetti speciali curati dal C.P.I., come Materiale Resistente (1995), Matrilineare (1996), The different you, Robert Wyatt e noi (1998), Audio-labile vol 1. (1994-1995-1996) (1998). Materiale Resistente, in particolare, è un evento che si svolge a Correggio il 25 aprile 1995. Il cui nome viene coniato da Fabrizio Tavernelli, membro degli A.F.A. ovvero Acid Folk Alleanza, uno dei gruppi del Consorzio Produttori Indipendenti. Tavernelli ne è il principale promotore, e la giornata viene nuovamente celebrata a distanza di vent'anni il 25 aprile 2015, con lo stesso nome.
Intanto, dopo un viaggio in Mongolia di Giovanni Lindo Ferretti e di Massimo Zamboni, i C.S.I. traggono l'ispirazione per un nuovo disco in studio: il terzo. T.R.E. come Tabula rasa elettrificata viene pubblicato il 1 Settembre del 1997, poco dopo l’uscita del singolo Forma e sostanza e dopo alcune date a supporto del tour estivo de “L’albero” di Lorenzo Jovanotti Cherubini che li ha voluti fortemente con sé per condividere il palco.
La popolarità del gruppo è tale che T.R.E., appena uscito, raggiunge immediatamente il primo posto della classifica nazionale FIMI dei dischi più venduti della settimana. Ne consegue un lunghissimo ed estenuante tour per teatri e palazzetti dello sport, date che registrano un po’ ovunque il tutto esaurito.

Nel gennaio dell’anno seguente, 1998, viene pubblicato La terra, la guerra, una questione privata, un album registrato dal vivo nel 1996 in un concerto 
(Giovanni Lindo Ferretti)
A chiusura del millennio, il numero postumo del bollettino Il Maciste contenente il catalogo di tutte le uscite del C.P.I. fino a quel momento, esordirà con un comunicato laconico, datato il 29 gennaio 1999, che recita:
(tratto dal Catalogo de Il Maciste, pubblicato alla fine del 1999)

### Anni zero
I C.S.I. hanno raggiunto la loro massima notorietà, condizione che però mal si concilia con il carattere riservato dei componenti, e mina la tenuta del gruppo che comincia a scricchiolare, reggendo almeno sino al rientro da Mostar in ex-Jugoslavia, dove nel giugno del 1998 si sono svolti due concerti fortemente voluti da Giovanni Lindo Ferretti. La stabilità della band regge ancora per qualche mese, probabilmente sino alla data del 5 gennaio 2000 tenutasi al palazzetto dello sport di Firenze, alla quale Massimo Zamboni non parteciperà, in rotta di collisione con il compagno storico Giovanni Lindo Ferretti e con gran parte del gruppo.
Nel frattempo Maroccolo, che non ha mai interrotto i contatti con Piero Pelù e assieme ad Antonio Aiazzi, collabora alla stesura del brano Il segno, componendo e suonando la propria parte di basso, poi contenuto nel disco solista Né buoni né cattivi di Piero Pelù (WEA, 2000). L'intesa con Piero funziona e verrà replicata anche nel 2004 col brano Anche a piedi, contenuto nell'album Soggetti smarriti, (Warner Music, 2004), inizialmente nato da uno spunto che Maroccolo, almeno nelle intenzioni, avrebbe dovuto destinare al suo imminente primo disco “multi-solista” ma che cede volentieri all'ex compagno nei Litfiba.
Se alcune strade si dividono, poiché Massimo Zamboni decide di abbandonare definitivamente i C.S.I., altre si ricongiungono. Maroccolo e i suoi compagni di viaggio convengono che non abbia più senso continuare con il nome di C.S.I.:, cosicché il concerto che verrà immortalato nell'album postumo Montesole 29 giugno 2001, uscirà con una intestazione di nuovo conio: PGR, Per Grazia Ricevuta.
Nei mesi di gennaio e maggio del 2001, verrà pubblicata una raccolta in due volumi intitolata Noi non ci saremo. I due volumi contengono versioni particolari, inedite e dal vivo, tratte dall'enorme repertorio artistico del Consorzio Suonatori Indipendenti.
Il 2001 è un periodo caratterizzato da un contesto particolare, principalmente segnato dall'attacco terroristico subito dagli Stati Uniti d'America il giorno 11 settembre, a pochi giorni dall'ingresso in studio di registrazione per i nuovi PGR. Giovanni Lindo Ferretti ne fa una riflessione personale, scrivendo di getto un testo che diventerà un brano del disco omonimo registrato nell'autunno del 2001 e pubblicato nella primavera successiva con la sigla PGR. Per la prima volta nella loro esperienza, Maroccolo è d'accordo con tutti gli altri componenti sul cogliere l’opportunità di affidarsi ad un produttore super partes, ingaggiando l'eclettico Hector Zazou. L'esperienza e la flemma portata in studio dal produttore francese è ciò che in quel momento più occorre ai PGR, soprattutto per la particolare cura riposta nella registrazione delle voci, realizzata con l'aiuto di Lorenzo “Moka” Tommasini e di Peter Walsh.
È già da tempo che Maroccolo perfeziona la volontà di comporre e di pubblicare musica che lo rappresenti più intimamente. Una delle prime tracce originali di questo percorso individuale va ricercato nella suite di quaranta minuti eseguita dal vivo in occasione dell'edizione di Stazioni Lunari tenutasi il 29 maggio del 2003 presso la Stazione Leopolda di Firenze e dedicata alla memoria dell’indimenticabile amico batterista dei Litfiba, Ringo De Palma. Un breve estratto di quella esibizione, intitolata My name is Luca, è confluita ne L'insolita compilation (Pippola Music, 2005).

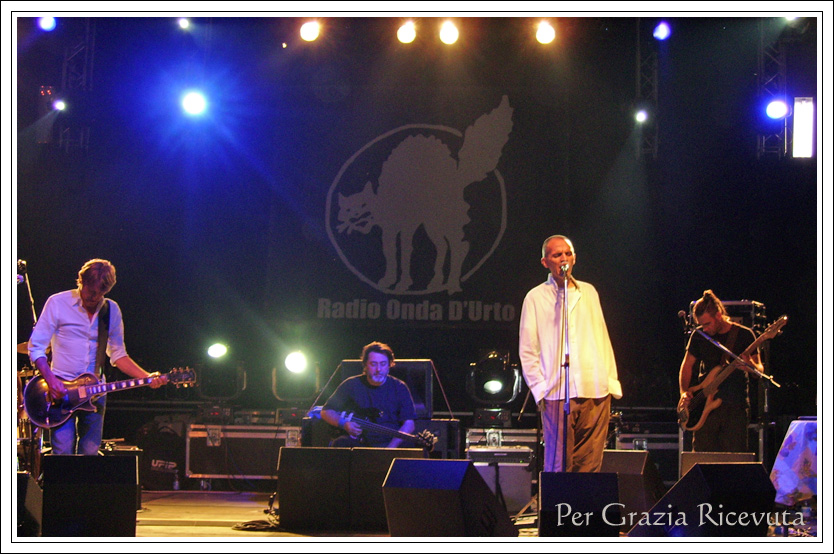
Maroccolo (seduto al centro) nel 2006 sul palco con i PGR.

Nel mese di giugno 2004 viene pubblicato l'album D'anime e d'animali, nuovo capitolo marchiato PGR. Maroccolo ha sempre avuto una predilezione per l'osservazione dei numeri e per le congetture che potrebbero derivarne. Uno di questi è il numero 3, infatti, dopo 3 dei Litfiba, e T.R.E. dei C.S.I. stavolta la copertina dell’album riporta un “PG ³R”, ovvero l'aggiunta di un piccolo esponente “3”, tre come le lettere G, stessa iniziale dei nomi di Gianni (Maroccolo), Giorgio (Canali) e Giovanni (Lindo Ferretti). Stavolta però ad abbandonare sono Francesco Magnelli e Ginevra Di Marco per dedicarsi ad un percorso artistico personale.
Alla fine del 2004 Maroccolo collabora ancora con gli amici Marlene Kuntz, suonando le parti di basso nell’album Bianco sporco (Virgin Music, 2005) per poi partecipare al tour seguente.
Nel frattempo Maroccolo completa l'allestimento dello studio ricavato nella mansarda della sua casa, ribattezzato “La Bicocca”. Affacciandosi dal lucernario è facile liberare la visuale sul tanto familiare Mar Tirreno e trovare ispirazione. Acquisendo sempre più pratica sull'utilizzo dell’hard disk recording, Maroccolo trascorre intere notti, la sua migliore dimensione, a elaborare in perfetta solitudine nuove linee di basso e trattarle con effetti e campionatori sino a realizzare diverse basi e groove. Il risultato è convincente e Maroccolo invia queste linee armoniche ai suoi vecchi amici e compagni di viaggio che immediatamente accettano di interpretarle, scrivendone i testi e cantandoli. Così nasce il primo disco “multi-solista” che sarà intitolato A.C.A.U. La nostra meraviglia (Universal Music Italia, 2004). Parte di questo progetto sono Giovanni Lindo Ferretti, Piero Pelù, Carmen Consoli, Cristiano Godano, Ginevra Di Marco, Manuel Agnelli, Giorgio Canali, Francesco Renga, Federico Fiumani, Franco Battiato e Lorenzo Cherubini.
Non è ancora noto a cosa si riferisca l'acronimo A.C.A.U., oggetto di veri e propri dibattiti alimentati sui blog o sui social network, in quanto l'autore, interpellato sul significato, sornionamente glissa dicendo di non ricordare. Successivamente, Maroccolo dichiara:
(tratto dalle note di copertina dell'edizione in vinile dell'album, Contempo Records, 2016)
Nel 2005, Maroccolo incontra la cantautrice, theremista e insegnante di canto bresciana Ivana Gatti, con la quale, con l'acronimo IG (Ivana e Gianni), pubblicherà due EP, Resta (Ala Bianca, 2005) e Il linguaggio delle murene (River Nile Records, 2006) e l'album Bastian contrario (River Nile Records, 2007). Ivana Gatti parteciperà in veste di ospite anche al disco Uno Emi Music Italy, 2007) dei Marlene Kuntz, prodotto artisticamente dallo stesso Maroccolo.
Contemporaneamente, assieme a Paolo Favati, musicista nei Pankow e Templebeat, collabora alla creazione dell’etichetta “Pippola Music Indie Label”, principalmente dedita alle produzioni di gruppi emergenti della scena indie-electro-pop, per la quale e con la quale cura la pubblicazione della raccolta di brani L'insolita compilation, cui partecipa un esordiente Dario Brunori con i suoi Blume. Tra il 2005 e gli anni successivi, si susseguono altre partecipazioni e produzioni artistiche, svariate ed eterogenee: Bisca, Fiamma Fumana, ancora Marlene Kuntz col disco live S-Low Cecco Signa e M3 (Masbedo, Marlene Kuntz e Maroccolo).
Nell'aprile del 2009 viene pubblicato il terzo ed ultimo album in studio del capitolo che porta il nome PGR. Ultime notizie di cronaca (Mercury / Universal, 2009) è un disco asciutto, viscerale, distante dai lavori precedenti del trio Ferretti, Maroccolo e Canali. L'album spacca in due la critica musicale e gli ascoltatori, ma riflette esattamente l'umore dei suoi componenti e il contesto sociale che lo ha generato. In seguito Franco Battiato proporrà al gruppo di poter metter mani ad alcuni brani del repertorio del gruppo, “disidratandoli” e rimescolando le tracce originali secondo il proprio gusto, cui seguirà il mini album ConFusione (Mercury / Universal 2010).
Con l'intento di raccogliere fondi da destinare alla ricostruzione post terremoto in Abruzzo, viene costituito il super gruppo degli “Artisti Uniti per l’Abruzzo” che assieme incide il brano Domani 21/04.2009, al quale Maroccolo partecipa (ai cori), assieme a più di settanta colleghi, tra i quali Carmen Consoli, Caterina Caselli, Claudio Baglioni, Elisa, Eugenio Finardi, Franco Battiato, Gianni Morandi, Ligabue, Luca Carboni, Mauro Pagani, Piero Pelù, Samuele Bersani, Tiziano Ferro e Zucchero Fornaciari.
Assieme ad Antonio Contiero e Toni Verona di Ala Bianca Group partecipa alla fondazione di una nuova casa editrice. “Al Kemi Lab” si occuperà di edizioni a tiratura limitata di opere legate alla musica, al teatro, letteratura, la video arte e la fotografia con l'intento di valorizzare le produzioni indipendenti. In novembre Al Kemi Lab pubblica un cofanetto a tiratura limitata nel quale sono raccolte le sonorizzazioni, le immagini fotografiche e i testi relativi alla realizzazione dei filmati sperimentali del collettivo Masbedo "Glima" e "Schegge d'incanto in fondo al dubbio”, col quale parteciperanno alla 53ª edizione della Biennale di Venezia.

### Tra gli anni dieci e gli anni venti

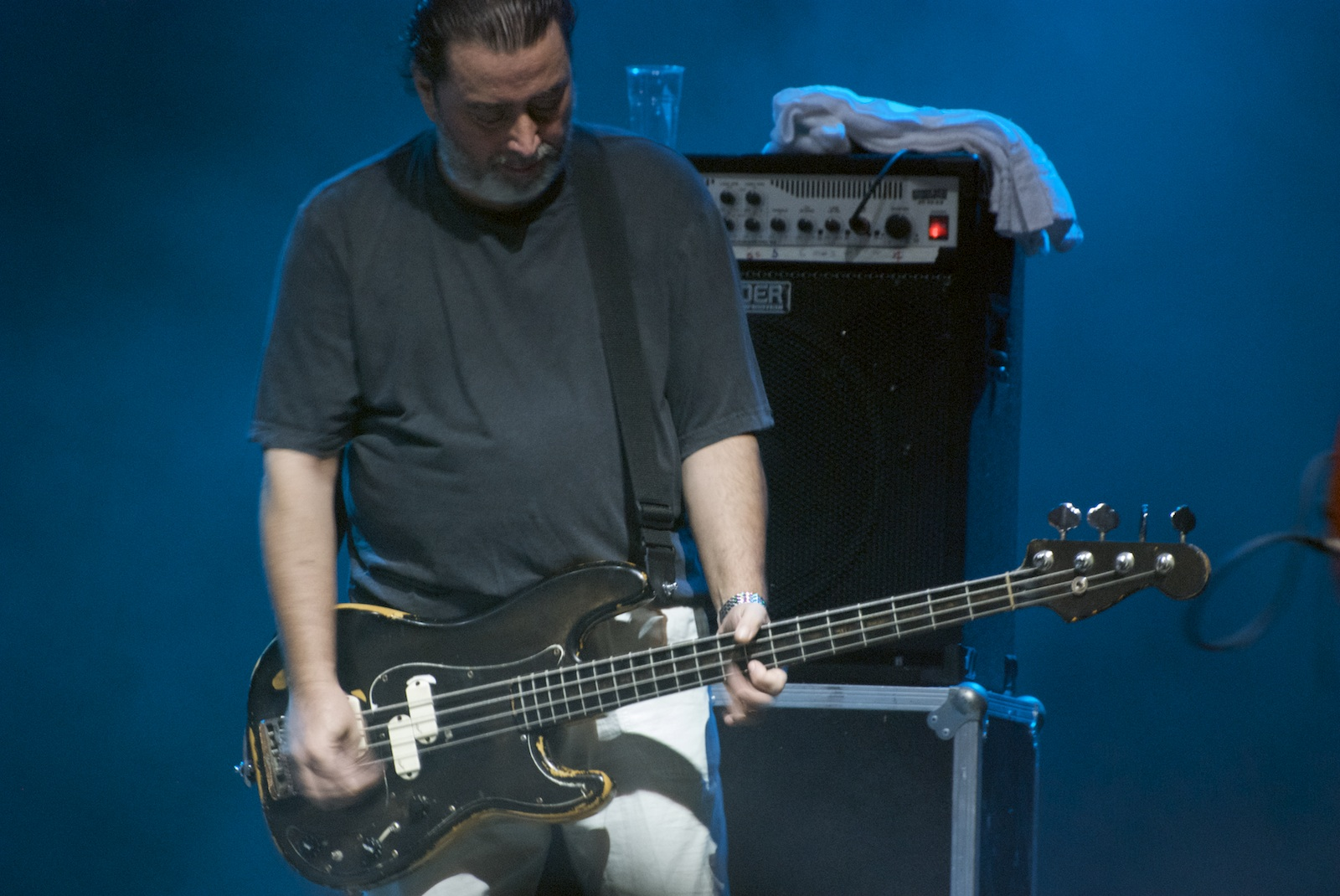
Gianni Maroccolo mentre si esibisce all'Italia Wave Love Festival 2009 con il progetto Beautiful.

L'amicizia ed il sodalizio artistico che lega Maroccolo a Cristiano Godano, Riccardo Tesio e Luca Bergia si consolida anche grazie al progetto estemporaneo “Beautiful”, dal quale deriverà un album omonimo (Al-Kemi Records / Ala Bianca, 2010) ed un conseguente tour, con il coinvolgimento del musicista e collega produttore discografico scozzese Howie B.
Nel febbraio 2012, attraverso i canali internet, Maroccolo comunica a sorpresa la sofferta decisione di smettere con la musica “suonata” e, come si suol dire, di “appendere il basso al chiodo” ma la mobilitazione e l’enorme affetto dimostrato in massa dai suoi estimatori lo farà desistere.
Infatti, poco dopo, attorno al nome Deproducers, nel 2012 si aggrega un collettivo musicale e artistico principalmente dedito alla “musica per conferenze scientifiche”. Oltre a Maroccolo, vi partecipano Vittorio Cosma, Riccardo Sinigallia e Max Casacci. Sono tre gli album pubblicati sino ad ora: Planetario (Sony Music, 2012), con la collaborazione del musicista, fisico e matematico Fabio Peri e dell'autore Alessandro Cremonesi, Botanica (Al-Kemi Record, 2017), con la collaborazione del botanico, accademico e saggista Stefano Mancuso e DNA (Al-Kemi Records, 2019) con la consulenza del filosofo Telmo Pievani. Tra le colonne sonore invece spicca quella composta per Italy in a Day - Un giorno da italiani (2014), un film documentario con la regia di Gabriele Salvatores realizzato attraverso il collage di centinaia di clips video riprese con gli smartphone di chiunque volesse partecipare.
Il 1 giugno 2012, Maroccolo sale sul palco del Nelson Mandela Forum di Firenze, per eseguire alcuni brani del repertorio storico dei Litfiba, assieme a Piero Pelù, Ghigo Renzulli ed Antonio Aiazzi in memoria di Ringo De Palma, storico batterista della band, prematuramente scomparso esattamente ventidue anni prima. È la prima volta dopo un lungo periodo che i quattro componenti originali della band si ritrovano radunati sotto il nome Litfiba, anche se il marchio rimane una licenza esclusiva del solo Ghigo Renzulli.
La formula piace e diverte, e la voglia di calcare un palco ancora una volta assieme soddisfa tutti. Gettati dietro le spalle anni di incomprensioni reciproche, Maroccolo, Piero Pelù, Ghigo Renzulli e Antonio Aiazzi si chiudono in sala prove assieme al batterista Luca Martelli (già nei Rossofuoco) e ingaggiano Giorgio Canali al mixer per rispolverare assieme gran parte del repertorio dei periodo compreso tra il 1983 ed il 1989 che poi verrà rappresentato dal vivo nelle due serate tenutesi all'Alcatraz di Milano il 30 e 31 gennaio 2013, ovviamente andate sold out in pochissimi giorni. Le due date vengono ulteriormente replicate per soddisfare l'enorme richiesta di biglietti e poi diventano un tour che verrà intitolato “Trilogia del potere 1983-1989”. Il disco omonimo che ne verrà pubblicato si intitola Trilogia 1983-1989 live 2013 (Sony Music, 2013).
Tra il 2011 ed il 2013, ancora una volta, il profilo della Sardegna riappare all'orizzonte. Complice l'incontro casuale tra Maroccolo e Claudio Rocchi durante un workshop, nonostante i background differenti, nasce e si sviluppa una reciproca intesa. Su invito di Claudio Rocchi, anche Maroccolo si trasferisce nella casa alle pendici del Monte Arci nella provincia di Oristano.
Dirà Maroccolo:
(Gianni Maroccolo)
Assieme allestiscono un progetto musicale completo almeno nelle intenzioni, che non si sarebbe limitato esclusivamente alla dimensione musicale, affidandone il sostegno economico ad una campagna di finanziamento (Crowdfunding).
La risposta dei sostenitori (raisers) è imponente e il primo frutto di questa collaborazione sarà una suite musicale di quasi ottanta minuti divisa tra psichedelia ed elettronica ambientale, che prenderà il nome di Vdb23/Nulla è andato perso (Autoprodotto, 2014). Se per “A.C.A.U.” il significato fu svelato solo parzialmente, stavolta appare più chiaro: VDB come le iniziali di “via De’ Bardi” a Firenze, dove si trovava la prima sala musica dei Litfiba; “23” invece, è una digressione numerologica elaborata da Claudio Rocchi.
Intorno al nucleo costituito da Maroccolo al basso ed “electronics” e da Claudio Rocchi alla voce, chitarre e celeste si aggregano gli interventi di Alessandra Celletti al pianoforte, Beppe Brotto al sitar ed esraj, ai quali si aggiungono i contributi di Cristina Donà, Cristiano Godano, Emidio Clementi, Fabio Peri, Franco Battiato, Fulvio A.T. Renzi al violino, Ghigo Renzulli alla chitarra solista, Ivana Gatti, Massimo Zamboni, Miro Sassolini, Monica Matticoli e Piero Pelù.
Claudio Rocchi purtroppo non riuscirà a vederne la pubblicazione perché il 18 giugno 2013, a soli 62 anni, una malattia degenerativa lo strapperà prematuramente alla vita terrena.
Il disco verrà distribuito ai raisers nei primi mesi del 2014, ma la forte spiritualità di Claudio non svanisce così come la volontà di Maroccolo nel voler dare continuità ad un progetto interrotto bruscamente. Così, nel febbraio del 2016 parte il tour “Nulla è andato perso”, che coinvolge fedeli compagni di viaggio come Antonio Aiazzi alle tastiere, synth e fisarmonica, Andrea Chimenti alla voce e pianoforte, Simone Filippi alla batteria e Beppe Brotto al sitar, esraj e double guitar, oltre ad una serie di ospiti che varieranno di serata in serata. I concerti verranno registrati e successivamente, da quel tour verrà estratto un album omonimo: un triplo disco in vinile e un doppio CD (Contempo Records, 2017).
Nel 2015 nascono spontaneamente i “post-CSI”, così battezzati da Giovanni Lindo Ferretti, con Maroccolo al basso, Angela Baraldi alla voce, Giorgio Canali alla chitarra, Massimo Zamboni alla chitarra e voce, Francesco Magnelli alle tastiere e Simone Filippi alla batteria. L'esperienza è breve ma intensa e dopo un album legato ad un libro, entrambi intitolati Breviario partigiano (Tannen Records, 2015) e il successivo tour, ogni componente si dedica nuovamente ai propri progetti individuali.
Nell'autunno del 2016 Maroccolo decide di vendere il suo basso. “Attilio” è un Precision Elite II della Fender graffiato e ammaccato ma perfettamente funzionante, originariamente di colore nero ma con cucite addosso tutte le riparazioni e i lividi di centinaia di concerti e decine di dischi con Litfiba, C.S.I. e Marlene Kuntz, solo per citarne alcuni. Attraverso un post sui social network Maroccolo precisa che l’operazione non è legata a ragioni economiche né a problemi di salute o con scopo di beneficenza, ma si tratta di una scelta personale e privata. Dirà:
(Gianni Maroccolo)
A questa proposta risponderanno quasi seicento sostenitori (raisers) che attraverso una campagna di crowdfunding battezzata “Riprendiamoci Attilio”, riscatteranno la comproprietà dello storico basso, ripartito per quote.
A fine gennaio del 2017 Maroccolo incontra i suoi sostenitori a Firenze, nella sala prove di via De' Bardi per la consegna degli attestati di comproprietà firmati singolarmente. Non essendo possibile frazionare lo strumento in più parti, si è deciso all'unanimità di affidarlo a Contempo Records che lo esporrà nel suo storico negozio di dischi fiorentino, affiancato da una targa riportante i nomi di tutti i comproprietari.
Maroccolo suonerà per l'ultima volta “Attilio” il 4 marzo 2017 nello Spazio Alfieri di Firenze, in occasione del concerto di presentazione dell’album dal vivo Nulla è andato perso, per poi affidarlo definitivamente a Contempo Records, presso cui tuttora si trova esposto. Questa ultima esecuzione è un evento speciale, ripreso e immortalato su un doppio 45 giri, dove Maroccolo ripropone alcuni spunti dei brani più significativi, rivisitando ventitré tappe della sua carriera. Così riporta la nota stampa:
(Contempo Records)
Nel 2017 Maroccolo produce assieme a Cristiano Santini Del mare la distanza (Contempo Records, 2017), il disco solista di Miro Sassolini, già cantante dei Diaframma nei primi tre dischi ufficiali.
Dopo la significativa esperienza di "A.C.A.U.", l'attitudine alla realizzazione di musica composta in “solitudine” ma non “da solo”, trova conferme e nuovi territori. Maroccolo lancia un'idea ed esordisce con un disco perpetuo che chiamerà Alone e che prevede delle uscite periodiche. Il progetto viene proposto ad Alessandro "Tozzo" Nannucci, collaboratore di Contempo Records, e fin dal principio coinvolge Marco Cazzato, illustratore, e Mirco Salvadori, giornalista e scrittore. L'idea è infatti quella di far ruotare il progetto attorno a linguaggi artistici diversi: la musica, ma anche la parola scritta e l'immagine. La genesi del progetto è ben illustrata in una lunga videointervista con Francesco Coniglio presente su YouTube. Assieme a Maroccolo, Nannucci, Cazzato e Salvadori diventano a tutti gli effetti i membri fondatori del progetto "Alone". Oltre all'artwork dei primi quattro volumi, Cazzato curerà, insieme al regista e animatore Michele Bernardi, anche la realizzazione dei video che accompagnano l'uscita di ciascun capitolo dell'opera.
I primi quattro volumi, anticipati da un numero “zero” e pubblicati con cadenza semestrale, si intitolano Tundra, Abisso, Palude e Mente (Contempo Records, tra dicembre 2018 e luglio 2020). Ogni volume mantiene un proprio filo conduttore e ospita svariate partecipazioni di artisti, amici e colleghi musicisti che interpretano in maniera complementare le trame musicali proposte da Maroccolo. Tra questi: Jacopo “Iosonouncane” Incani, Stefano “Edda” Rampoldi, Luca “Swanz” Andriolo, Mercedes Pintore, Enrico Farnedi, Nina Maroccolo, Angela Baraldi, Francesca Bono, Beppe Brotto, Andrea Cavalieri, Alessandra Celletti, Howie B, Life In The Woods, Marina Rei, Adriano Viterbini, Don Backy, Matilde Benvenuti, Giorgio Canali, Flavio Ferri, Umberto Maria Giardini, L'Aura, Luca Martelli e Teho Teardo.
Nel 2019 Maroccolo rimane affascinato dall’energia e dalla motivazione espresse dal trio “Life in the Woods”, sul quale ha riposto la sua attenzione producendo un singolo e l'EP Blue (Contempo Records, 2019).
Tra il 2019 ed il 2020 Maroccolo risponde a svariati inviti, suonando le parti di basso nel singolo omonimo del nuovo disco di Marina Rei, Per essere felici (Perenne, 2020), poi nel primo disco solista di Cristiano Godano, Mi ero perso il cuore (Al-Kemi Records, 2020), infine suona e collabora in tre pezzi dell'album di Flavio Ferri, membro dei Delta V, intitolato Testimone di passaggio (Vrec, 2020).
Durante il “lockdown” che dal mese di marzo del 2020 in poi, cancella e mette in ginocchio tutte le attività artistiche per via dell'emergenza sanitaria dovuta alla pandemia da COVID-19, Maroccolo concretizza alcune idee e pensieri. Una promessa di collaborazione riguarda Stefano Rampoldi, noto come Edda, attualmente autore molto apprezzato che negli anni novanta calcò i palchi di tutta Italia come cantante e frontman della band milanese Ritmo tribale. Nel periodo di chiusura forzata, i due amici si scambiano a distanza spunti e spezzoni audio, impressioni, battute, gags, dai quali poi nascono testi e musiche che Maroccolo metabolizza e arrangia sigillato nel suo studio della “Bicocca”. Nasce così un disco concepito per corrispondenza, intitolato Noio; volevam suonar. Il disco, che anche nella copertina prende spunto dalla parafrasi della famosa gag di Totò e Peppino De Filippo alle prese con un vigile urbano milanese, grazie al supporto di Contempo Records e PhonoPress, verrà regalato a più di 1.500 persone che ne faranno richiesta. Contiene undici canzoni, due delle quali reinterpretazioni di Castelli di sabbia (Claudio Rocchi) e Sognando (Don Backy). Quest'ultimo, coinvolto “per corrispondenza”, registrerà la sua voce per telefono per una versione del brano destinato al IV volume di "Alone".
Tra Maroccolo e Flavio Ferri nasce un’intesa spontanea e sulla scia della collaborazioni in “Alone”, Maroccolo affida a quest’ultimo la realizzazione del remix del brano Maranza contenuto in Noio; volevam suonar., e stampato in un originalissimo 12” in vinile giallo trasparente (Contempo Records, 2020). La copertina del 12", ideata e realizzata da Marco Olivotto, è un omaggio a Radio-Activity dei Kraftwerk, il cui membro fondatore Florian Schneider è scomparso proprio nei giorni della lavorazione dell'album.
Era il febbraio del 1982 quando i Litfiba, su idea del giornalista e animatore culturale Bruno Casini, nonché primo manager del gruppo, diedero vita alla “Mephistofesta”, una performance rimasta unica, immersa tra musica e teatro espressionista, tra il reale ed gotico. Alla fine del 2020 e nelle prime settimane del 2021, Maroccolo e Antonio Aiazzi concepiscono Mephisto Ballad (Contempo Records, 2021) prendendo proprio spunto dall'embrione musicale E.F.S. 44 contenuto nel primo EP omonimo dei Litfiba. Questa versione contemporanea, principalmente strumentale, con Flavio Ferri alla chitarra e synth, si rifà volutamente ai paesaggi sonori e alle atmosfere sonore di Philip Glass e Michael Nyman, sulle quali si poggiano le incursioni vocali di Giancarlo Cauteruccio, liberamente ispirati al Faust di Johann Wolfgang von Goethe.
Nel 2021, Gianni Maroccolo procede nella sua attività di workshop e seminari di musica d'insieme e produzione artistica, un ambito che ha frequentato per molto tempo. Sta lavorando alla produzione del nuovo album di Edda, la cui pubblicazione è prevista nel 2022 per Ala Bianca. Parallelamente, sta portando avanti un progetto in duo con il produttore e musicista australiano Hugo Race, a suo tempo chitarrista di Nick Cave and the Bad Seeds (1983-84).
Nel settembre del 2022 viene pubblicato l'album "ɪˈluːʒ(ə)n (Illusion) di Stefano "Edda" Rampoldi, su Al-Kemi Records/Ala Bianca, distribuzione Warner/Fuga, Illusion il sesto album in studio di Edda che contiene 11 brani inediti prodotti interamente da Gianni Maroccolo.
Nell'aprile del 2023 è prevista l'uscita di un libro anagrafico curato da Giuseppe Pionca e pubblicato dalla casa editrice Libri Aparte di Bergamo ed intitolato il Maroccolario - Gianni Maroccolo. Registro audio 1980-2022: "Non è una biografia, ma un dizionario di quasi 500 pagine con tutte le oltre 1.600 produzioni di Gianni Maroccolo Un libro unico. Una lettura vertiginosa". Dalla data di pubblicazione del libro e per tutto l'anno 2023, sono stati innumerevoli gli incontri pubblici di presentazione del Maroccolario, alla presenza dello stesso Maroccolo assieme all'autore e all'editore.
Tra la fine dell'anno 2023 e le prime settimane del 2024 Maroccolo partecipa al disco tributo "Lievi Favole - Il doppio vinile con le canzoni di e per Gavinuccio Canu", musicista sardo scomparso prematuramente. Il brano da egli reinterpretato, che si intitola "Sottosopra" (di cui è disponibile un videoclip su Youtube), è stato condiviso con Miro Sassolini, Luca "Swanz" Andriolo e Antonio Macciocco. Il disco tributo viene realizzato grazie ad una campagna di crowdfunding e vede la luce nella tarda estate del 2024.
Sempre nel corso dei primi mesi del 2024, Maroccolo comincia una nuova collaborazione assieme a Marco Cazzato, Mariano De Tassis, Antonio Aiazzi, Vladimir Jagodic, Angela Baraldi, Simone Filippi, Telmo Pievani ed Andrea Chimenti presso il Teatro V. Marchionneschi a Guardistallo (Pisa) che si traduce nello spettacolo itinerante "Nomadic, Canto per la biodiversità", di e con Gianni Maroccolo e Telmo Pievani, più precisamente:
Gianni Maroccolo Direzione musicale, basso, electronics
Marco Cazzato, Michele Bernardi Immagini e animazione video
Angela Baraldi: Voce
Andrea Chimenti: Voce e chitarra
Antonio Aiazzi: Tastiere, fisarmonica e piano
Beppe Brotto Esraj: sitar
Simone Filippi: Voce, percussioni, electronics
Mariano De Tassis: Regia e lighting designer
Vladimir Jagodic:  Sound engineer
Attraverso le canzoni del Consorzio Suonatori Indipendenti, di Philip Glass, Litfiba, Claudio Rocchi, Marlene Kuntz, Per Grazia Ricevuta, Franco Battiato e dello stesso Maroccolo, oltre ad alcuni momenti di pura sonorizzazione, questo spettacolo rappresenta un'esperienza inedita e immersiva che lascia spazio alla riflessione e alla scoperta, un ponte tra arte e scienza che conferma come queste due sfere possano unirsi per comunicare temi complessi in modo accessibile e coinvolgente.
La prima data dello spettacolo si è tenuta il 19 Aprile del 2024 presso la sala "Petrassi" presso l'Auditorium Parco della Musica "Ennio Morricone" di Roma, successivamente al Teatro Lyric c/o Umbria Green Festival, per proseguire verso Firenze (Teatro Puccini) il 23 settembre, passando poi per Milano (Teatro dell'Arte, Triennale) il 29 settembre. Successivamente, il tour farà tappa a Padova (Teatro Verdi) il 25 ottobre, per concludere questo primo ciclo di concerti al Trento (Auditorium Santa Chiara, Centro Santa Chiara in collaborazione con Bitm) il 15 novembre 2024.
“Nomadic” è anche un album prodotto da Ala Bianca e disponibile sempre dal 13 settembre 2024. Dice Maroccolo: “Il significato di questo progetto nella sua interezza? È una sorta di preghiera ad abbandonare la paura, l’incontro tra i popoli, in generale con quello che non si conosce, è un’opportunità, non un ostacolo.
Nell'estate del 2024, in occasione del Festival "Cabudanne de Sos Poetas" tenutosi nel paese sardo di Seneghe (OR), assieme ad Andrea Chimenti,  Antonio Aiazzi, Simone Filippi e Vladimir Jogodic, viene portato in scena lo spettacolo inedito "La saggezza del condannato a morte", performance poetica/sonora liberamente ispirata e dedicata a Mahmoud Darwis, poeta, scrittore e giornalista palestinese.

## Gianni Maroccolo e il Festival di Sanremo
Nel corso della serata dedicata alle cover della settantunesima edizione del Festival della Canzone Italiana di Sanremo 2021, presentata da Amadeus, Fiorello e dal calciatore Zlatan Ibrahimović, sono ben due i brani portati sul palco del teatro Ariston riconducibili all'estesa carriera di Maroccolo: Amandoti dei CCCP - Fedeli Alla Linea, completamente rimaneggiata dai Måneskin (vincitori dell’edizione), guidati dal musicista e produttore Manuel Agnelli e Del Mondo del Consorzio Suonatori Indipendenti, nella versione personalizzata da Max Gazzè e Daniele Silvestri accompagnati dalla Magic Mistery Band.
Canzone per un figlio è un brano musicale del gruppo musicale italiano Marlene Kuntz scritto da Cristiano Godano, Riccardo Tesio e Luca Bergia e prodotto da Gianni Maroccolo che ha partecipato al Sessantaduesimo Festival della Canzone Italiana di Sanremo. 
Invece, nella quarantottesima edizione del Festival di Sanremo 1998, era stata la volta dei Luciferme, che parteciparono nella Sezione Giovani con il brano “Il soffio” prodotto da Maroccolo. I Luciferme si qualificarono grazie alla partecipazione a Sanremo Giovani 1997 nel 1997 con il brano "Ad occhi chiusi", sempre prodotto artisticamente da Maroccolo.
Più indietro nel tempo, si registrano altre incursioni “indirette” di Maroccolo nella kermesse musicale sanremese. Nel 1992 infatti collabora con la band torinese degli Statuto cui produce artisticamente l'album Zighidà che contiene diversi singoli rappresentativi come Piera e Abbiamo vinto il Festival di Sanremo, quest’ultimo, successivamente all’esibizione in concorso alla quarantaduesima edizione del Festival di Sanremo, entrò in classifica tra i singoli più venduti del periodo, posizionandosi al nono posto nella categoria "Nuove Proposte" e nella Top 10 dei singoli venduti in Italia.
Il vero esordio, risale però alla quarantunesima edizione del 1991, quando i Timoria, partecipano con la canzone L'uomo che ride, scritto da Omar Pedrini con la produzione artistica di Maroccolo, brano che poco dopo verrà incluso nell'album Ritmo e dolore. Il gruppo bresciano verrà eliminato e non arriverà alla finale del concorso, tuttavia si aggiudicherà il Premio della Critica nella Sezione Giovani.

## Discografia

### Litfiba
- 1982 – Guerra
- 1982 – Luna/La preda
- 1983 – Eneide di Krypton
- 1984 – Yassassin
- 1985 – Desaparecido
- 1986 – Transea
- 1986 – 17 re
- 1987 – 12-5-87 (aprite i vostri occhi)
- 1988 – Litfiba 3
- 1989 – Pirata
- 2013 – Trilogia 1983-1989 live 2013

### Beau Geste
- 1990 – Chaka con gli Africa X
- 1991 – Per il teatro
- 1997 – Il tetto del mondo
- 2014 – Eneide - Un nuovo canto

### CCCP Fedeli alla linea
- 1990 – Epica Etica Etnica Pathos

### Consorzio Suonatori Indipendenti
- 1993 – Maciste contro tutti (con Üstmamò e Disciplinatha)
- 1994 – Ko de mondo
- 1994 – In quiete
- 1996 – Linea Gotica
- 1997 – Tabula Rasa Elettrificata
- 1998 – La terra, la guerra, una questione privata
- 2001 – Noi non ci saremo Vol. 1
- 2002 – Noi non ci saremo Vol. 2

### Per Grazia Ricevuta
- 2002 – Per grazia ricevuta
- 2003 – Montesole 29 giugno 2001
- 2004 – D'anime e d'animali
- 2009 – Ultime notizie di cronaca

### Marlene Kuntz
- 2005 – Bianco sporco
- 2007 – Uno
- 2009 – M3 - Glima - Schegge d'incanto in fondo al dubbio (Con Masbedo)
- 2012 – Canzoni per un figlio

### Ivana Gatti
- 2005 – Resta
- 2006 – Il linguaggio delle murene
- 2007 – Bastian contrario
- Insieme hanno scritto Sonnambula per Valentina Giovagnini ed entrambi hanno partecipato poi alla registrazione del brano, la Gatti al pianoforte e Maroccolo al basso e che poi sarà inserito nell'album postumo L'amore non ha fine (2009) per la prematura scomparsa della giovane artista

### Cristiano Godano
- 2020 - Mi ero perso il cuore

### Beautiful
- 2010 – Beautiful

### Deproducers
- 2012 – Planetario
- 2017 – Botanica
- 2019 – DNA

### Solista
- 1996 – Francesco Magnelli & Gianni Maroccolo – Escoriandoli (Colonna Sonora)
- 2004 – A.C.A.U. La nostra meraviglia
- 2013 – Vdb23/Nulla è andato perso (con Claudio Rocchi)
- 2017 – Nulla è andato perso (Live)
- 2017 - Buona la prima / 23 brevilinee di Attilio (live)
- 2018-2020 – Alone, vol. I-IV
- 2020 – Noio; volevam suonar. (con Edda)
- 2021 – Mephisto Ballad (con Antonio Aiazzi)

### Compilation
2007 - Diritti N.O N. Umani - brano: La casa delle volpi - con Ivana Gatti

### come Produttore artistico
- 1987 - Joe Perrino & The Mellowtones – Rane'N'Roll (IRA)
- 1988 - Carantonis – Twice Told Tales (IRA)
- 1990 - Timoria - Colori che esplodono (PolyGram)
- 1990 - CCCP - Fedeli alla linea - Epica Etica Etnica Pathos (Virgin)
- 1991 - Timoria - Ritmo e dolore (PolyGram)
- 1991 - Statuto - Qui non c'è il mare (EMI)
- 1991 - Vidia - Solo un folle può sfidare le sue molle (CGD)
- 1992 - Andrea Chimenti - La Maschera del Corvo Nero ed Altre Storie (CGD)
- 1992 - Statuto - Abbiamo vinto il Festival di Sanremo (EMI)
- 1993 - Üstmamò, Disciplinatha & C.S.I. - Maciste contro tutti (I Dischi del Mulo)
- 1993 - Joecool - Panorama (PolyGram)
- 1993 - Settore Out - Il Rumore delle Idee (Black Out)
- 1994 - Diaframma - Il ritorno dei desideri (Contempo)
- 1994 - Yo Yo Mundi - La diserzione degli animali del circo (CPI/PolyGram)
- 1995 - Anhima - Toccato dal fuoco (Flying Records)
- 1996 - Joecool - Punto di Domanda (PolyGram)
- 1996 - Luciferme - Luciferme (Black Out/PolyGram)
- 1997 - Mira Spinosa - Aghàr Piàr Milegha (CPI/Mercury)
- 1999 - Marlene Kuntz - Ho ucciso paranoia (CPI//Mercury)
- 2000 - Marlene Kuntz - Che cosa vedi (Sonica/Virgin)
- 2000 - Bandabardò - Mojito F.C. (BMG Ricordi)
- 2001 - Gionata - Mi sono acceso (Sonica/Virgin)
- 2004 - Giovanni Lindo Ferretti & Giorgio Barberio Corsetti - Iniziali: BCGLF (Universal)
- 2007 - Ivana Gatti - Bastian contrario (Ala Bianca/Warner Music)
- 2010 - Beautiful - Beautiful (Ala Bianca/Warner Music)
- 2010 - Denise - Dodo, do! (Al-kemi/Ala Bianca)
- 2013 - Anhima - 18anhima (Audioglobe)
- 2015 - Post-CSI - Breviario partigiano (Tannen Records/Universal)
- 2017 - Miro Sassolini - Del mare la distanza (Contempo)
- 2019 - Life In The Woods - Blue (Contempo)
- 2022 - ɪˈluːʒ(ə)n (Illusion) - Edda (cantante) (Al-Kemi Records)